# GRIN
Pour la base de données sur la génétique végétale, voir Germplasm Resources Information Network.
GRIN était un studio de développement de jeux vidéo situé à Stockholm en Suède. Fondé par Bo et Ulf Andersson en 1997, GRIN a travaillé sur plusieurs titres pour PC, consoles et bornes d'arcade. Le studio a, en outre, développé le moteur de jeu Diesel.
Le studio ferme en 2009. La même année, ses fondateurs ouvrent le studio Overkill Software.

## Jeux développés
| Titre                                          | Date de Sortie | Plates-formes                                  |
| ---------------------------------------------- | -------------- | ---------------------------------------------- |
| Ballistics                                     | 2001           | Arcade, Windows                                |
| Bandits: Phoenix Rising                        | 2003           | Windows                                        |
| Tom Clancy's Ghost Recon Advanced Warfighter   | 2006           | Windows                                        |
| Tom Clancy's Ghost Recon Advanced Warfighter 2 | 2007           | Windows                                        |
| Bionic Commando Rearmed                        | 2008           | PlayStation Network, Windows, Xbox Live Arcade |
| Wanted : Les Armes du destin                   | 2009           | PlayStation 3, Xbox 360, Windows               |
| Bionic Commando                                | 2009           | PlayStation 3, Xbox 360, Windows               |
| Terminator Renaissance                         | 2009           | PlayStation 3, Xbox 360, Windows               |
| Fortress                                       | annulé         | PlayStation 3, Xbox 360                        |